# Wacław Solski
Wacław Solski właśc. Wacław Pański (ur. 5 września 1897 w Łodzi, zm. 19 września 1990 w Nowym Jorku) – polski pisarz.

## Życiorys
Urodził się w rodzinie Aleksandra, znanego łódzkiego lekarza neurologa, i Róży z Sejdemanów (ur. 1875). Miał braci Jerzego – działacza politycznego okresu PRL i Antoniego - filozofa, tłumacza. W 1915 zamieszkał w Rosji. W 1917 wstąpił do Socjaldemokracji Królestwa Polskiego i Litwy, Polskiego Zrzeszenia Socjalistycznego i był dziennikarzem dziennika „Polska Prawda” wydawanego w Mińsku. Działał też jako członek mińskiego Komitetu Wykonawczego Rady Robotniczej. Próbował przedostać się przez front niemiecko-rosyjski do Kongresówki, znalazł się jednak w więzieniu niemieckim, a następnie polskim. W 1918 powrócił na Białoruś, w Mińsku pracował jako redaktor „Sztandaru Komunizmu”. Jako członek delegacji radzieckiej wziął udział w rokowaniach w Rydze, które zakończyły wojnę polsko-bolszewicką. Następnie  był korespondentem dziennika Izwiestija w Paryżu i Berlinie, do ZSRR powrócił w 1925. Opuścił ZSRR w 1928 i wyjechał do Niemiec, zerwał wtedy z komunizmem. Mieszkał w Paryżu i Londynie. W 1945 zamieszkał w USA. Zmarł w Nowym Jorku.

## Dzieła
- Opowieść o ostatniej walce (1926) – powieść
- Zdarzenia i ludzie (1926) – opowiadania
- Przy świetle Księżyca (1943) – opowiadania
- Bardzo tajne sprawy (1943) – opowiadania
- Rękopis znaleziony pod dywanem (1943) – powieść
- Pociąg odchodzi o północy (1944) – powieść
- Rysy twarzy (1957) – powieść
- Przygody Józefa Szwejka, sprzedawcy zwierząt, oraz Gustawa Roppa, oszusta, w Pradze, w Berlinie i w Hamburgu, podczas drugiej wojny – powieść wydrukowana przez Iskry w 1960 r., ale cały nakład został zniszczony[1]
- Psy wśród ludzi (1970) – opowiadania
- Władza (1976) – powieść
- Moje wspomnienia, Biblioteka Kultury, tom 270, Instytut Literacki, Paryż, 1977 – autobiografia
- Dwunastu szpiegów (1978 – tylko w odcinkach w „Nowym Dzienniku” w Nowym Yorku) – powieść
- Żółta trójka (1989) – wybór opowiadań